# Carénage aérodynamique
Pour les articles homonymes, voir Carénage.

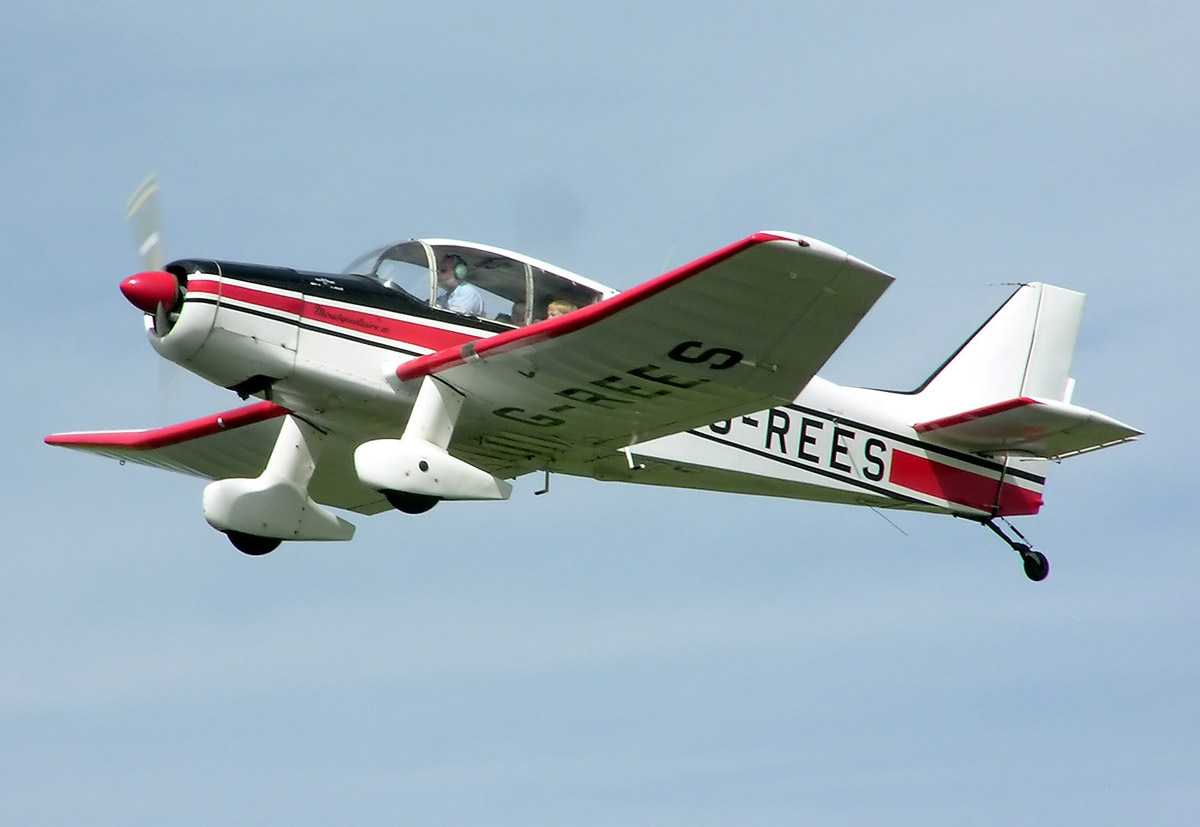
Les carénages de roues typiques d'un Jodel

Un carénage aérodynamique est un revêtement extérieur améliorant l'aérodynamique d'un mobile en mouvement (véhicule terrestre, avion, vélomobile, etc.). La recherche d'optimisation du carénage aérodynamique s'appelle aussi le fairing.

## Applications
Sur un avion, on trouve des carénages autour des moteurs et sur le train d'atterrissage lorsqu'il est fixe.

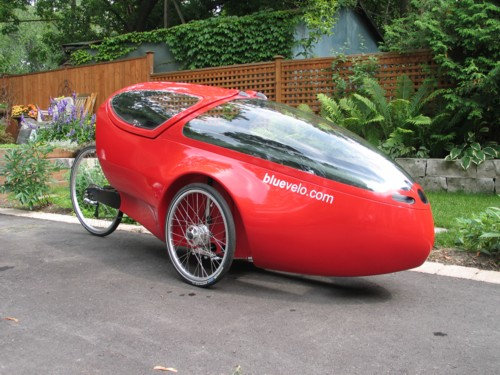
Un vélo équipé d'un carénage aérodynamique

Sur une vélomobile, le carénage est souvent autoportant.

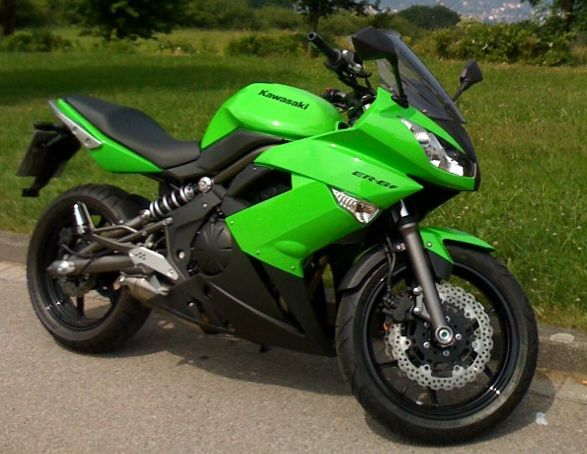
La Kawasaki ER-6f 2009 (f pour fairing), la version carénée du modèle.

Sur une motocyclette, le carénage peut être appelé « intégral » ou tête de fourche. En 2017, le Grand Prix moto interdit les ailerons du championnat du monde de moto, ce qui pousse les écuries à intensifier leur attention sur le carénage aérodynamique de leurs engins.
Sur un catamaran, le carénage aérodynamique permet de gagner jusqu'à 20% en traînée et en vitesse.